# Mulia
Mulia (łac. Diocesis Muliensis) – stolica historycznej diecezji we Cesarstwie rzymskim w prowincji Mauretania Cezarensis, zlikwidowana w VII w. podczas ekspansji islamskiej, współcześnie w północnej Algierii. Obecnie katolickie biskupstwo tytularne. 

## Biskupi tytularni
| Lp. | Biskup                     | Funkcja                                               | Od                | Do                   |
| --- | -------------------------- | ----------------------------------------------------- | ----------------- | -------------------- |
| 1   | Odilon Fages               | wikariusz apostolski Orange River (Południowa Afryka) | 15 grudnia 1928   | 14 października 1939 |
| 2   | István Fiedler             | emerytowany biskup Oradea Mare (Rumunia)              | 15 grudnia 1939   | 25 października 1957 |
| 3   | Theodorus van den Tillaart | wikariusz apostolski Atambua (Indonezja)              | 14 listopada 1957 | 3 stycznia 1961      |
| 4   | Guy-Marie Riobé            | biskup koadiutor Orleanu (Francja)                    | 22 lipca 1961     | 23 maja 1963         |
| 5   | Waldyr Calheiros Novaes    | biskup pomocniczy Rio de Janeiro (Brazylia)           | 25 lutego 1964    | 20 października 1966 |
| 6   | Oswald Gomis               | biskup pomocniczy Kolombo (Sri Lanka)                 | 9 kwietnia 1968   | 2 listopada 1995     |
| 7   | John Manz                  | biskup pomocniczy Chicago (USA)                       | 23 stycznia 1996  | 15 lipca 2023        |
| 8   | Andrea Lembo               | biskup pomocniczy Tokio (Japonia)                     | 16 września 2023  |                      |